# Live at the Metro
Live At The Metro est le 1er DVD live du groupe Blind Melon, sorti en 2005.

## Les Titres
1. "2 X 4"
2. "Toes Across The Floor"
3. "Wilt"
4. "Tones Of Home"
5. "Vernie"
6. "Soak The Sin"
7. "Lemonade"
8. "Skinned"
9. "Walk"
10. "No Rain"
11. "Galaxie"
12. "Dumptruck"
13. "The Duke"
14. "I Wonder"
15. "St. Andrew's Fall"
16. "Soup"
17. "Paper Scratcher"
18. "Change"
19. "After Hours/Time"
20. "Toes Across The Floor (Muchmusic I&I - September 12, 1995)"
21. "Change (Muchmusic I&I - September 12, 1995)"
22. "Soup (Muchmusic I&I - September 12, 1995)"